# Passiflora adenopoda
Passiflora adenopoda là một loài thực vật có hoa trong họ Lạc tiên. Loài này được DC. mô tả khoa học đầu tiên năm 1828.